# Agnieszka Wolska
Agnieszka Wolska (ur. 4 września 1981 w Gdyni) – polska piłkarka ręczna, reprezentantka Polski, rozgrywająca. Wielokrotna mistrzyni Polski. Zdobywczyni Pucharu EHF (2001).

## Kariera sportowa
Jest wychowanką AKS Gdynia, od 2000 występowała w Monteksie Lublin, zdobywając z nim mistrzostwo Polski w 2001, 2002 i 2003, wicemistrzostwo w 2004 oraz Puchar EHF w 2001. W sezonie 2004/2005 występowała w drużynie AZS-AWFiS Gdańsk, zdobywając wicemistrzostwo Polski. Następnie była zawodniczką niemieckiego Franfurter HC (2005-2007) i norweskiego Fjellhammer IL (od stycznia 2008). W latach 2008–2010 była zawodniczką SPR Lublin, z którym zdobyła mistrzostwo Polski w 2009 i 2010, od 2010 występuje w barwach Startu Elbląg.
W reprezentacji Polski debiutowała 27 marca 2003 w towarzyskim spotkaniu z Chinami. Wystąpiła na mistrzostwach świata w 2005 (19. miejsce) i 2007 (11. miejsce). Ostatni
raz w biało-czerwonych barwach zagrała 25 marca 2012 w towarzyskim spotkaniu z Wielką Brytanią. Łącznie w reprezentacji Polski wystąpiła 84 razy.